# Wolfenschiessen
Wolfenschiessen is een gemeente en plaats in het Zwitserse kanton Nidwalden.
Wolfenschiessen telt 1999 inwoners.
Beckenried · Buochs · Dallenwil · Emmetten · Ennetbürgen · Ennetmoos · Hergiswil · Oberdorf · Stans · Stansstad · Wolfenschiessen
- Gemeinsame Normdatei: 4764947-1
- Historisch woordenboek van Zwitserland: 000757
- MusicBrainz: 858e7d2e-b3a2-4c08-9c76-07acebadae0f
- Virtual International Authority File: 149071959